# Uroleucon idahoense
Uroleucon idahoense är en insektsart. Uroleucon idahoense ingår i släktet Uroleucon och familjen långrörsbladlöss. Inga underarter finns listade i Catalogue of Life.